# Timea lowchoyi
Timea lowchoyi är en svampdjursart som beskrevs av Hooper 1986. Timea lowchoyi ingår i släktet Timea och familjen Timeidae.
Artens utbredningsområde är havet kring Australien. Inga underarter finns listade i Catalogue of Life.